# Kommunikologi
Kommunikologi,  av latinets communis (gemensam) och communicare (meddela), är ett pseudovetenskapligt ämnesområde om kommunikation mellan människor som etablerats av Jorunn Sjøbakken och Truls Fleiner vid Skandinavisk Institutt for Kommunikologi.

## Kritik
Kommunikologin har kritiserats för att vara en pseudovetenskap vars kunskap saknar stöd i samtida psykologisk och neurovetenskaplig forskning. Grundarna av kommunikologin har dock själva aldrig angivit eller försökt ge sken av att det är en vetenskap, utan beskriver det som en disciplin i betydelsen läro- eller kunskapsområde.
Kommunikologi har också kritiserats för att inte ha låtit sitt eget forskningsmaterial granskas i en sedvanlig akademisk peer-review-process. Även denna kritik utgår från att Kommunikologin är en vetenskap, vilket det inte är.
(Kommunikologi bygger på många påståenden kring mänskligt beteende som saknar stöd i samtida psykologisk och neurovetenskaplig forskning. Kommunikologi utgår från hypotesen att all mänsklig aktivitet går att beskriva med hjälp av ett antal definierade variabler eller nycklar, något som saknar stöd i etablerad och verifierad forskning. Kommunikologi-instituten har inte låtit sitt eget forskningsmaterial granskas i en sedvanlig akademisk peer-review-process.)

## Definition
1. Studiet av struktur och dynamik i kommunikation och förändring; när all upplevelse och allt beteende är valt definierat, beskrivet och förstått som kommunikation
2. Studiet av gemensamma nyckelfaktorer i förändringsarbete[3]

En annan beskrivning av kommunikologin definierar den som ett ämnesområde som behandlar struktur och dynamik inom kommunikation och förändring.
Kommunikologi med ovanstående definition förekommer huvudsakligen i Skandinavien. I de anglosaxiska delarna av världen och framför allt USA, förekommer begreppet communicology med en helt annan innebörd, nämligen den akademiska sidan av kommunikationsområdet. Den närmaste svenska motsvarigheten till communicology i denna innebörd är kommunikationsvetenskap.
Inom kommunikologin används hypotesen att det finns ett antal grundläggande variabler, ibland kallade nycklar, med vars hjälp det går att beskriva, förstå och hantera all mänsklig kommunikation, både i och mellan människor

## Utbildning
Utbildning inom kommunikologi genomförs bara av privata utbildningsanordnare som bedriver utbildning inom coachning och olika former av uppdragsutbildning åt företag och organisationer, och som själva utbildats av Skandinavisk Institutt for Kommunikologi.
Företrädare för kommunikologi har ambitionen att området ska etableras som egen disciplin inom beteendevetenskapen, och menar att en utbildning i kommunikologi leder fram till en tvärgående kompetens. Med detta avses att man genom kommunikologin besitter kunskap som är gemensam för olika områden och sammanhang, till exempel pedagogik, ledarskap, personlig utveckling, journalistik, familjeliv, idrott, organisationsutveckling eller terapi. Det innebär också att kompetensen är gemensam för alla systemnivåer som individ, relation, grupp, organisation och samhälle.
Utbildningen lägger sin vikt på träning snarare än att inhämta ett stort faktamaterial. Därför kallas också alla stegen i utbildningen för träningsmoduler.

## Historik
Med inspiration från bland annat Gregory Batesons och Jurgen Roeschs tvärvetenskapliga ambitioner, en mängd forskningsresultat från Palo Alto-gruppen, samt John Grinders och Richard Bandlers kompetensforskning i början av 1970-talet började de norska pedagogerna Jorunn Sjøbakken och Truls Fleiner tidigt under 1970-talet med komparativa studier och undersökningar. De genomförde jämförande studier och sammanfattningsarbete inom humanvetenskaperna. Deras studier ledde till att de identifierade gemensamma "kommunikationsnycklar" som påstås vara de aktiva ingredienserna i all kommunikation och förändring. 
Sedan 1985 driver Sjøbakken och Fleiner utbildningsverksamhet i Norden genom Skandinavisk Institutt for Kommunikasjon og Forandring. Från starten 1985 till mitten av 1990-talet kallade Sjøbakken och Fleiner sina utbildningar för NLP, neurolingvistisk programmering, ett område som tilldrog sig mycket uppmärksamhet under 1970- och 1980-talen och i likhet med kommunikologin har betecknats som en pseudovetenskap av akademiska neuro- och beteendevetare.  Därefter kallades utbildningenför TMK (tvärvetenskaplig meta-kompetens).[källa behövs] Numera kallar de utbildningen för kommunikologi.
Kommunikologin ser sig inte längre som en variant av NLP, men däremot finns många av de nycklar som används inom NLP också inom kommunikologin.